# 田口和美

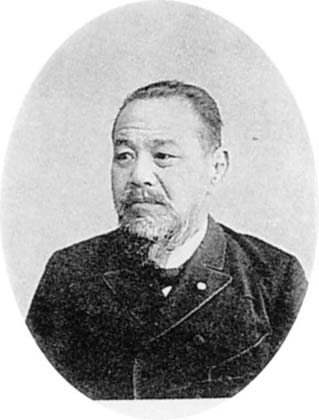
田口和美

田口 和美（たぐち かずよし、天保10年10月15日（1839年11月20日） - 1904年（明治37年）2月3日）は、日本の医学者。字は士行、号は節堂。

## 経歴

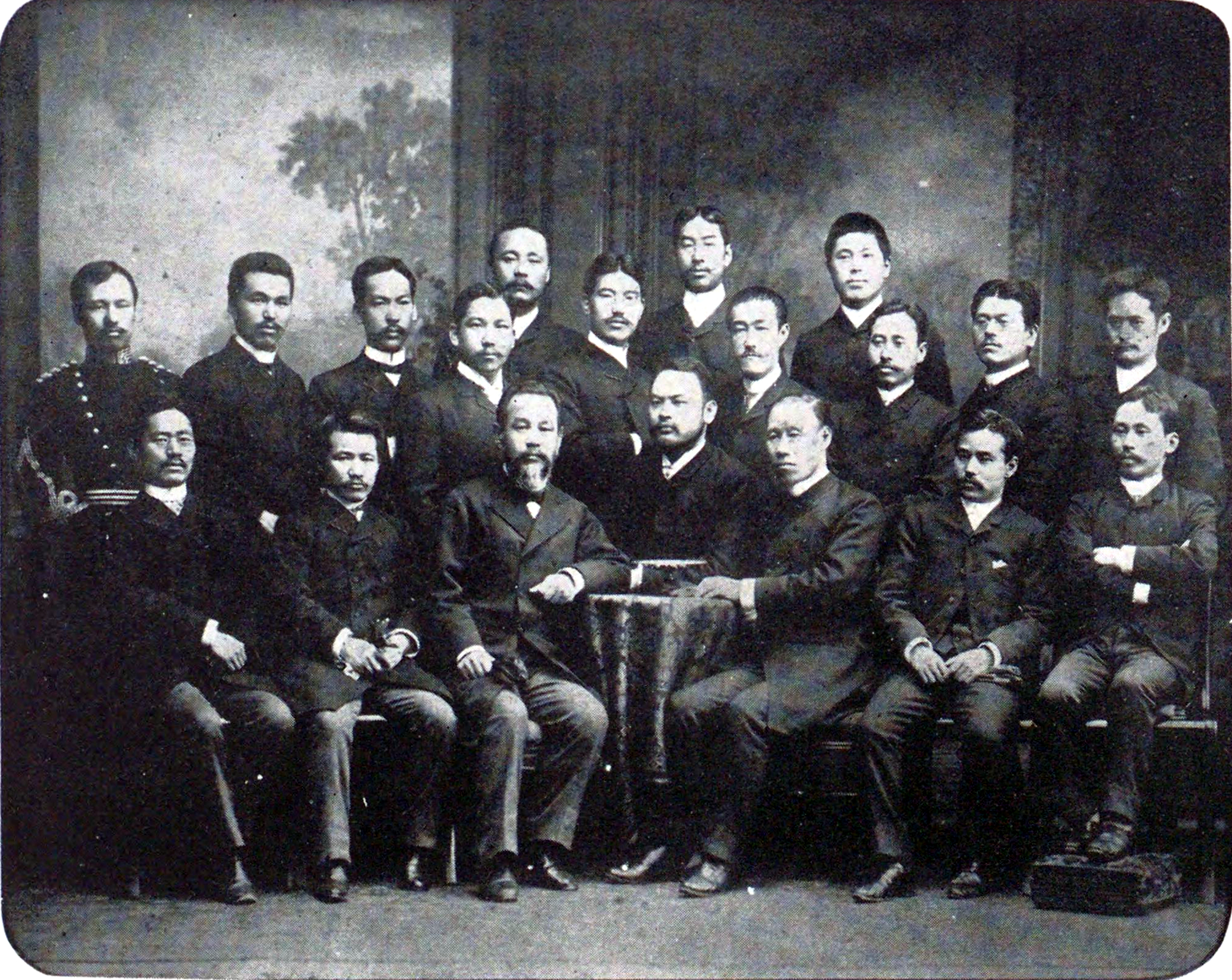
1888年、プロイセン王国ベルリン市にて日本人留学生と。前列左より河本重次郎、山根正次、田口、片山國嘉、石黑忠悳、隈川宗雄、尾澤主一。中列左から森林太郎、武島務、中濱東一郎、佐方潜蔵（のち侍医）、島田武次（のち宮城病院産科長）、谷口謙、瀬川昌耆、北里柴三郎、江口襄。後列左から濱田玄達、加藤照麿、北川乙治郎

武蔵国埼玉郡小野袋村（現在の埼玉県加須市）出身。医師の家に生まれ、江戸に出て佐藤一斎や塩谷宕陰のもとで漢学を学んだ。その後、林洞海のもとで蘭学を学んだ。1862年（文久2年）より下野国佐野で開業。1869年（明治2年）、大学東校に入り、ウィリアム・ウィリスらについて化学・解剖学・生理学を学んだ。東京医学校教授、東京大学医学部教授、東京帝国大学医科大学教授を歴任。1887年（明治20年）、ドイツに留学し、翌年に日本初の医学博士の学位を得た。墓所は染井霊園(1イ-1-12)。

## 著書
- 『解剖攬要』（英蘭堂、1881年）